# Aspidiotini
Aspidiotini es una tribu de insectos hemípteros en la familia Diaspididae.

## Géneros
Géneros según BioLib
| - Abgrallaspis - Acanthaspidiotus Borchsenius & Williams, 1963 - Achorophora Brimblecombe, 1957 - Acontonidia Brimblecombe, 1957 - Acutaspis Ferris, 1941 - Anaspidiotus Borchsenius & Williams, 1963 - Aonidia Targioni Tozzetti, 1868 - Aonidiella Berlese & Leonardi, 1896 - Arundaspis Borchsenius, 1949 - Aspidioides MacGillivray, 1921 - Aspidiotus Bouché, 1833 - Aspidonymus Brimblecombe, 1957 - Borchseniaspis Zahradnik, 1959 - Chentraspis Leonardi, 1897 - Chinaspis Gomez-Menor Ortega, 1954 - Chortinaspis Ferris, 1938 - Chrysomphalus Ashmead, 1880 - Clavaspis MacGillivray, 1921 - Comstockiella Cockerell, 1896 - Cryptaspidiotus Lindinger, 1910 - Cryptophyllaspis Cockerell, 1897 - Cupressaspis Borchsenius, 1962 - Diaonidia Takahashi, 1956 - Diaphoraspis Brimblecombe, 1957 - Diaspidiotus Berlese & Leonardi, 1896 - Diaspidopus Brimblecombe, 1959 - Diastolaspis Brimblecombe, 1959 - Dichosoma Brimblecombe, 1957 - Diclavaspis Balachowsky, 1956 - Duplaspidiotus MacGillivray, 1921 - Dynaspidiotus Thiem & Gerneck, 1934 - Entaspidiotus MacGillivray, 1921 - Eremiaspis Balachowsky, 1951 - Eulaingia Brimblecombe, 1958 - Fisanotargionia Kaussari & Balachowsky, 1953 - Furcaspis Lindinger, 1908 - Genistaspis Bodenheimer, 1949 - Gomphaspidiotus Borchsenius & Williams, 1963 - Gonaspidiotus MacGillivray, 1921 - Greeniella Cockerell, 1897 - Hemiberlesia Cockerell, 1897 - Hypaspidiotus Takahashi, 1956 - Lindingaspis MacGillivray, 1921 - Loranthaspis Cockerell & Bueker, 1930 - Marginaspis Hall, 1946 - Maskellia Cockerell, 1899 - Megaspidiotus Brimblecombe, 1954 - Melanaspis Cockerell, 1897 | - Metaspidiotus Takagi, 1957 - Mimeraspis Brimblecombe, 1957 - Monaonidiella MacGillivray, 1921 - Morganella Cockerell, 1897 - Murataspis Balachowsky & Richardeau, 1942 - Mycetaspis Cockerell, 1897 - Mytrophila Brimblecombe, 1957 - Neoclavaspis Brimblecombe, 1959 - Neoleonardia MacGillivray, 1921 - Neomorgania MacGillivray, 1921 - Neoselenaspidus Mamet, 1958 - Nigridiaspis Ferris, 1941 - Obtusaspis MacGillivray, 1921 - Oceanaspidiotus Takagi, 1984 - Octaspidiotus MacGillivray, 1921 - Operculaspis Laing, 1925 - Palinaspis Ferris, 1941 - Paranewsteadia MacGillivray, 1921 - Paraonidia MacGillivray, 1921 - Paraonidiella MacGillivray, 1921 - Paraselenaspidus Mamet, 1958 - Parrottia MacGillivray, 1921 - Phaulaspis Leonardi, 1897 - Pseudaonidia Cockerell, 1897 - Pseudischnaspis Hempel, 1900 - Pseudomelanaspis Borchsenius, 1952 - Pseudoselenaspidus Fonseca, 1962 - Pseudotargionia Lindinger, 1912 - Pygidiaspis MacGillivray, 1921 - Remotaspidiotus MacGillivray, 1921 - Rhizaspidiotus MacGillivray, 1921 - Saharaspis Balachowsky, 1951 - Sakalavaspis Mamet, 1954 - Schizaspis Cockerell & Robinson, 1915 - Schizentaspidiotus Mamet, 1958 - Selenaspidus Cockerell, 1897 - Selenediella Mamet, 1958 - Selenomphalus Mamet, 1958 - Semelaspidus MacGillivray, 1921 - Separaspis MacGillivray, 1921 - Spinaspidiotus MacGillivray, 1921 - Targaspidiotus MacGillivray, 1921 - Targionia Signoret, 1870 - Targionidea MacGillivray, 1921 - Temnaspidiotus MacGillivray, 1921 - Tollaspidiotus MacGillivray, 1921 - Tsimanaspis Mamet, 1959 - Unaspidiotus MacGillivray, 1921 - Varicaspis MacGillivray, 1921 |